# 碧海郡
碧海郡為過去位於日本愛知縣中部的郡，在19世紀末前屬於三河國，已於1970年因無所屬町村而消失。
過去在19世紀末時的轄區包括現在的碧南市、刈谷市、安城市、知立市、高濱市的全部區域、岡崎市西部的矢作川以西地區、豐田市的西南部地區、西尾市北部的矢作川以北地區。

## 歷史
在令制國時屬於三河國，位於三河國的西南部；東側以矢作川為界，西側以境川為界；不過由於在十七世紀前矢作川的下游河道是沿著現在的矢作古川穿過現在的西尾市中部後出海，因此一般推論過去碧海郡的東側邊界可能也是位於現在的矢作古川。
依據《新撰姓氏錄》中的紀錄，可以知道在八世紀之前此地曾被記載為，後來才改使用發音相同的漢字，但之後則是未更改漢字下改採用的其他讀音。
大約在11世紀前，位於矢作川右岸的碧海台地區域屬於志貴莊，在11世紀至12世紀期間建立了安城古城，並成為統治此區域的中心，直到15世紀中被新建的安祥城取代；安祥城後來也成為松平氏一支的主要據點，因而被稱為「安祥松平氏」，17世紀建立德川幕府的德川家康即出身自此族。
17世紀進入江戶時代後，此區域由於為德川家康最初的根據地，碧海郡內的區域被分封給諸多自早期就跟隨德川家康的家臣，因而分屬眾多譜代大名或是直屬的旗本，包括岡崎藩、福島藩、刈谷藩、沼津藩、西端藩、西大平藩、川越藩、西尾藩多有位於碧海郡的領地，也有少部分區域為寺社領地。
19世紀末明治維新實施廢藩置縣後，原屬幕府和旗本的領地先被劃屬三河裁判所，後又改設為三河縣，但之後又隨著三河縣的廢除被拆分給重原藩、伊那縣和靜岡藩。
而其他原屬各藩的區域則分別改隸屬岡崎縣、重原縣、刈谷縣、菊間縣、西端縣、西大平縣、靜岡縣，直到1871年的第一次府縣整併後，整個碧海郡與過去原屬三河國的區域一同整併至新設立的額田縣，但在1972年又隨著額田縣被併入愛知縣。
1878年愛知縣實施郡區町村編製法時，正式設置近代的行政區劃「碧海郡」，並在知立村（位於現在的知立市）設置郡役所。

### 沿革

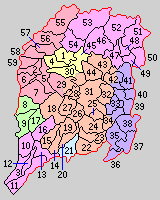
1889年碧海郡轄下的行政區劃：1.知立町、2.刈谷町、3.大濱町、4.上重原村、5.下重原村、6.元刈谷村、7.小垣江村、8.吉濱村、9.高濱村、10.北大濱村、11.志貴崎村、12.棚尾村、13.鷲塚村、14.根崎村、15.東端村、16.西端村、17.高取村、18.高棚村、19.和泉村、20.城入村、21.米津村、22.三川村、23.小川村、櫻井村、25.古井村、26.赤松村、27.福釜村、28.箕輪村、29.野田村、30.長崎村、31.安城村、32.平貴村、33.中鄉村、34.藤野村、35.阿乎美村、36.中島村、37.占部村、38.糟海村、39.本鄉村、40.矢作村、41.長瀨村、42.志貴村、43.里村、44.今村、45.牛橋村、46.若園村、47.和會村、48.上野村、49.枡塚村、50.畝部村、51.壽惠野村、52.竹村、53.堤村、54.駒場村、55.境村、56.逢見村、57.一木村、58.小山村、59.逢妻村
（紫色：現屬岡崎市、下方桃色：現屬碧南市、紅色：現屬刈谷市、上方桃色：現屬豐田市、橙色：現屬安城市、水藍色：現屬西尾市、黃色：現屬知立市、綠色：現屬高濱市）

- 1889年10月1日：實施町村制，碧海郡下設：知立町、刈谷町（日语：刈谷町 (愛知県)）、大濱町（日语：大浜町 (愛知県)）、上重原村、下重原村（日语：下重原村）、元刈谷村（日语：元刈谷村）、小垣江村（日语：小垣江村）、吉濱村、高濱村、北大濱村（日语：新川町 (愛知県碧海郡)）、志貴崎村（日语：志貴崎村）、棚尾村（日语：棚尾町）、鷲塚村（日语：鷲塚村）、根崎村（日语：根崎村）、東端村、西端村（日语：西端村）、高取村（日语：高取村 (愛知県)）、高棚村（日语：高棚村）、和泉村、城入村（日语：城ヶ入村）、米津村（日语：米津村）、三川村（日语：三ツ川村）、小川村（日语：小川村 (愛知県碧海郡)）、櫻井村（日语：桜井町 (愛知県)）、古井村、赤松村、福釜村、箕輪村（日语：箕輪村 (愛知県)）、野田村（日语：野田村 (愛知県碧海郡)）、長崎村（日语：長崎村 (愛知県)）、安城村、平貴村（日语：平貴村 (愛知県)）、中鄉村（日语：中郷村 (愛知県)）、藤野村（日语：藤野村 (愛知県)）、阿乎美村（日语：阿乎美村）、中島村（日语：中島村 (愛知県碧海郡)）、占部村（日语：占部村）、糟海村（日语：糟海村）、本鄉村（日语：本郷村 (愛知県)）、矢作村（日语：矢作町）、長瀨村（日语：長瀬村 (愛知県)）、志貴村（日语：志貴村）、里村（日语：里村 (愛知県)）、今村、牛橋村（日语：牛橋村）、若園村（日语：若園村）、和會村（日语：和会村）、上野村（日语：上野村 (愛知県)）、枡塚村（日语：枡塚村）、畝部村（日语：畝部村）、壽惠野村（日语：寿恵野村）、竹村（日语：竹村 (愛知県)）、堤村（日语：堤村）、駒場村（日语：駒場村 (愛知県)）、境村（日语：境村 (愛知県碧海郡)）、逢見村（日语：逢見村）、一木村（日语：一ツ木村）、小山村（日语：小山村 (愛知県)）、逢妻村（日语：逢妻村 (愛知県碧海郡)）。（3町56村）
- 1890年10月20日：高棚村的舊榎前村區域分出設立為榎前村（日语：榎前村）。（3町57村）
- 1891年4月1日：實施郡制（日语：郡制）。[8]
- 1891年9月8日：（3町59村）
  - 志貴崎村的伏見屋新田分出設立為伏見屋村（日语：伏見屋村）。
  - 藤野村的東牧內、上佐佐木、下佐佐木、河野地區分出設立為志賀須香村（日语：志賀須香村）。
- 1891年9月14日：境村的東境地區分出設立為東境村（日语：東境村）。（3町60村）
- 1891年11月10日：阿乎美村被分割為合歡木村（日语：合歓木村）和青野村。（3町61村）
- 1891年11月28日：下重原村被分割為半高村（日语：半高村）和重原村（日语：重原村）。（3町62村）
- 1892年8月3日：北大濱村改制並更名為新川町（日语：新川町 (愛知県碧海郡)）。（4町61村）
- 1893年2月19日：矢作村改制為矢作町（日语：矢作町）。（5町60村）
- 1896年6月22日：糟海村的中之鄉、土井地區分出設立為中井村（日语：中井村 (愛知県)）。（5町61村）
- 1900年7月9日：高濱村改制為高濱町。[9]（6町60村）
- 1901年4月4日：本鄉村的渡、筒針地區分出設立為渡村（日语：渡村 (愛知県)）。（6町61村）
- 1906年5月1日：（7町9村）
  - 高濱町、吉濱村、高取村合併為新設立的高濱町。[9]
  - 知立町、牛橋村、上重原村和長崎村的西中、谷田、八田地區合併為新設立的知立町。[10]
  - 里村、箕輪村、福釜村、赤松村、今村、安城村、平貴村、古井村和長崎村的篠目地區合併為安城町。
  - 藤野村、櫻井村、小川村、三川村合併為新設立的櫻井村（日语：桜井町 (愛知県)）。
  - 米津村、西端村、東端村、根崎村、城入村、和泉村、榎前村合併為明治村（日语：明治村 (愛知県碧海郡)）。
  - 高棚村、小垣江村、野田村、半高村、長崎村的井杭山地區合併為依佐美村（日语：依佐美村）。[11]
  - 刈谷町、重原村、小山村、逢妻村、元刈谷村合併為新設立的刈谷町（日语：刈谷町 (愛知県)）。[11]
  - 境村、東境村、一木村、逢見村合併為富士松村（日语：富士松村）。[11]
  - 畝部村、寿恵野村、枡塚村、上野村、和会村合併為上鄉村（日语：上郷町 (愛知県)）。
  - 駒場村、若園村、堤村、竹村合併為高岡村（日语：高岡町 (愛知県)）。
  - 占部村、糟海村、中井村、中島村、合歓木村、青野村合併為六美村（日语：六ツ美町）。
  - 中鄉村、矢作町、本鄉村、渡村、長瀨村、志貴村、志賀須香村合併為新設立的矢作町（日语：矢作町）。
  - 志貴崎村、伏見屋村、鷲塚村合併為旭村（日语：旭村 (愛知県碧海郡)）。
- 1923年4月1日：廢除郡會和郡參事會。[12]
- 1924年1月1日：棚尾村改制為棚尾町（日语：棚尾町）。（8町8村）
- 1926年7月1日：廢除郡役所，此後郡不再作為行政區劃，只作為地名的表示。[12]
- 1948年4月5日：大濱町、新川町、棚尾町、旭村合併為碧南市。[13]（5町7村）
- 1950年4月1日：刈谷町改制為刈谷市[14]，並脫離碧海郡。（4町7村）
- 1952年5月5日：安城町改制為安城市，[15]並脫離碧海郡。（3町7村）
- 1955年4月1日：（2町4村）
  - 富士松村和依佐美村的野田、半城土、高須、小垣江被併入刈谷市。[14]
  - 依佐美的其餘地區被併入安城市。[15]
  - 明治村被廢除，轄區分別被併入碧南市、安城市、西尾市。[13][15][16]
  - 矢作町被併入岡崎市。[17]
- 1956年5月1日：高岡村改制為高岡町（日语：高岡町 (愛知県)）。（3町3村）
- 1956年6月5日：櫻井村改制為櫻井町（日语：桜井町 (愛知県)）。（4町2村）
- 1958年10月15日：六美村改制為六美町（日语：六ツ美町）。（5町1村）
- 1961年4月1日：上鄉村改制為上鄉町（日语：上郷町 (愛知県)）。（6町）
- 1962年10月15日：六美町被併入岡崎市。[17]（5町）
- 1964年3月1日：上鄉町被併入豐田市。（4町）
- 1965年9月1日：高岡町被併入豐田市。（3町）
- 1967年4月1日：櫻井町被併入安城市。[15]（2町）
- 1970年12月1日：
  - 知立町改制為知立市[10]，並脫離碧海郡。
  - 高濱町改制為高濱市[9]，並脫離碧海郡。
  - 同時碧海郡因無所屬町村而消失。

### 變遷表
| 1889年10月1日           | 1889年 - 1944年                 | 1889年 - 1944年                 | 1945年 - 1954年             | 1955年 - 1989年             | 1955年 - 1989年            | 1989年 - 現在              | 現在                       |                         |                         |
| ----------------------- | ------------------------------- | ------------------------------- | --------------------------- | --------------------------- | -------------------------- | -------------------------- | -------------------------- | ----------------------- | ----------------------- |
| 若園村                  | 若園村                          | 1906年5月1日 合併為高岡村       | 1906年5月1日 合併為高岡村   | 1956年5月1日 改制為高岡町   | 1965年9月1日 併入豐田市    | 豐田市                     | 豐田市                     |                         |                         |
| 竹村                    |                                 | 1906年5月1日 合併為高岡村       | 1906年5月1日 合併為高岡村   | 1956年5月1日 改制為高岡町   | 1965年9月1日 併入豐田市    | 豐田市                     | 豐田市                     |                         |                         |
| 堤村                    |                                 | 1906年5月1日 合併為高岡村       | 1906年5月1日 合併為高岡村   | 1956年5月1日 改制為高岡町   | 1965年9月1日 併入豐田市    | 豐田市                     | 豐田市                     |                         |                         |
| 駒場村                  |                                 | 1906年5月1日 合併為高岡村       | 1906年5月1日 合併為高岡村   | 1956年5月1日 改制為高岡町   | 1965年9月1日 併入豐田市    | 豐田市                     | 豐田市                     |                         |                         |
| 和會村                  | 和會村                          | 1906年5月1日 合併為上鄉村       | 1906年5月1日 合併為上鄉村   | 1961年4月1日 改制為上鄉町   | 1964年3月1日 併入豐田市    | 豐田市                     | 豐田市                     |                         |                         |
| 上野村                  |                                 | 1906年5月1日 合併為上鄉村       | 1906年5月1日 合併為上鄉村   | 1961年4月1日 改制為上鄉町   | 1964年3月1日 併入豐田市    | 豐田市                     | 豐田市                     |                         |                         |
| 枡塚村                  |                                 | 1906年5月1日 合併為上鄉村       | 1906年5月1日 合併為上鄉村   | 1961年4月1日 改制為上鄉町   | 1964年3月1日 併入豐田市    | 豐田市                     | 豐田市                     |                         |                         |
| 畝部村                  |                                 | 1906年5月1日 合併為上鄉村       | 1906年5月1日 合併為上鄉村   | 1961年4月1日 改制為上鄉町   | 1964年3月1日 併入豐田市    | 豐田市                     | 豐田市                     |                         |                         |
| 壽惠野村                |                                 | 1906年5月1日 合併為上鄉村       | 1906年5月1日 合併為上鄉村   | 1961年4月1日 改制為上鄉町   | 1964年3月1日 併入豐田市    | 豐田市                     | 豐田市                     |                         |                         |
| 知立町                  | 知立町                          | 1906年5月1日 合併為知立町       | 1906年5月1日 合併為知立町   | 1906年5月1日 合併為知立町   | 1970年12月1日 改制為知立市 | 1970年12月1日 改制為知立市 | 1970年12月1日 改制為知立市 |                         |                         |
| 上重原村                |                                 | 1906年5月1日 合併為知立町       | 1906年5月1日 合併為知立町   | 1906年5月1日 合併為知立町   | 1970年12月1日 改制為知立市 | 1970年12月1日 改制為知立市 | 1970年12月1日 改制為知立市 |                         |                         |
| 牛橋村                  |                                 | 1906年5月1日 合併為知立町       | 1906年5月1日 合併為知立町   | 1906年5月1日 合併為知立町   | 1970年12月1日 改制為知立市 | 1970年12月1日 改制為知立市 | 1970年12月1日 改制為知立市 |                         |                         |
| 長崎村                  |                                 |                                 |                             |                             | 1970年12月1日 改制為知立市 | 1970年12月1日 改制為知立市 | 1970年12月1日 改制為知立市 |                         |                         |
|                         | 1952年5月5日 改制為安城市       | 1952年5月5日 改制為安城市       | 1952年5月5日 改制為安城市   | 安城市                      | 安城市                     |                            |                            |                         |                         |
| 古井村                  | 古井村                          | 1952年5月5日 改制為安城市       | 1952年5月5日 改制為安城市   | 安城市                      | 安城市                     | 1906年5月1日 合併為安城町  |                            |                         |                         |
| 赤松村                  | 1952年5月5日 改制為安城市       | 1952年5月5日 改制為安城市       | 1952年5月5日 改制為安城市   | 安城市                      | 安城市                     | 1906年5月1日 合併為安城町  |                            |                         |                         |
| 福釜村                  | 1952年5月5日 改制為安城市       | 1952年5月5日 改制為安城市       | 1952年5月5日 改制為安城市   | 安城市                      | 安城市                     | 1906年5月1日 合併為安城町  |                            |                         |                         |
| 箕輪村                  | 1952年5月5日 改制為安城市       | 1952年5月5日 改制為安城市       | 1952年5月5日 改制為安城市   | 安城市                      | 安城市                     | 1906年5月1日 合併為安城町  |                            |                         |                         |
| 安城村                  | 1952年5月5日 改制為安城市       | 1952年5月5日 改制為安城市       | 1952年5月5日 改制為安城市   | 安城市                      | 安城市                     | 1906年5月1日 合併為安城町  |                            |                         |                         |
| 平貴村                  | 1952年5月5日 改制為安城市       | 1952年5月5日 改制為安城市       | 1952年5月5日 改制為安城市   | 安城市                      | 安城市                     | 1906年5月1日 合併為安城町  |                            |                         |                         |
| 里村                    | 1952年5月5日 改制為安城市       | 1952年5月5日 改制為安城市       | 1952年5月5日 改制為安城市   | 安城市                      | 安城市                     | 1906年5月1日 合併為安城町  |                            |                         |                         |
| 今村                    | 1952年5月5日 改制為安城市       | 1952年5月5日 改制為安城市       | 1952年5月5日 改制為安城市   | 安城市                      | 安城市                     | 1906年5月1日 合併為安城町  |                            |                         |                         |
| 三川村                  | 三川村                          | 1906年5月1日 合併為櫻井村       | 1906年5月1日 合併為櫻井村   | 安城市                      | 安城市                     | 1956年6月5日 改制為櫻井町  | 1967年4月1日 併入安城市    | 1967年4月1日 併入安城市 | 1967年4月1日 併入安城市 |
| 小川村                  |                                 | 1906年5月1日 合併為櫻井村       | 1906年5月1日 合併為櫻井村   | 安城市                      | 安城市                     | 1956年6月5日 改制為櫻井町  | 1967年4月1日 併入安城市    | 1967年4月1日 併入安城市 | 1967年4月1日 併入安城市 |
| 櫻井村                  |                                 | 1906年5月1日 合併為櫻井村       | 1906年5月1日 合併為櫻井村   | 安城市                      | 安城市                     | 1956年6月5日 改制為櫻井町  | 1967年4月1日 併入安城市    | 1967年4月1日 併入安城市 | 1967年4月1日 併入安城市 |
| 藤野村                  | 藤野村                          | 1906年5月1日 合併為櫻井村       | 1906年5月1日 合併為櫻井村   | 安城市                      | 安城市                     | 1956年6月5日 改制為櫻井町  | 1967年4月1日 併入安城市    | 1967年4月1日 併入安城市 | 1967年4月1日 併入安城市 |
| 藤野村                  | 1891年9月8日 志賀須香村         | 1906年5月1日 合併為矢作町       | 1906年5月1日 合併為矢作町   | 1955年4月1日 併入岡崎市     | 1955年4月1日 併入岡崎市    | 岡崎市                     | 岡崎市                     |                         |                         |
| 中鄉村                  |                                 | 1906年5月1日 合併為矢作町       | 1906年5月1日 合併為矢作町   | 1955年4月1日 併入岡崎市     | 1955年4月1日 併入岡崎市    | 岡崎市                     | 岡崎市                     |                         |                         |
| 本鄉村                  | 本鄉村                          | 1906年5月1日 合併為矢作町       | 1906年5月1日 合併為矢作町   | 1955年4月1日 併入岡崎市     | 1955年4月1日 併入岡崎市    | 岡崎市                     | 岡崎市                     |                         |                         |
| 本鄉村                  | 1901年4月4日 渡村               | 1906年5月1日 合併為矢作町       | 1906年5月1日 合併為矢作町   | 1955年4月1日 併入岡崎市     | 1955年4月1日 併入岡崎市    | 岡崎市                     | 岡崎市                     |                         |                         |
| 矢作村                  | 1893年2月19日 改制為矢作町      | 1906年5月1日 合併為矢作町       | 1906年5月1日 合併為矢作町   | 1955年4月1日 併入岡崎市     | 1955年4月1日 併入岡崎市    | 岡崎市                     | 岡崎市                     |                         |                         |
| 長瀨村                  |                                 | 1906年5月1日 合併為矢作町       | 1906年5月1日 合併為矢作町   | 1955年4月1日 併入岡崎市     | 1955年4月1日 併入岡崎市    | 岡崎市                     | 岡崎市                     |                         |                         |
| 志貴村                  |                                 | 1906年5月1日 合併為矢作町       | 1906年5月1日 合併為矢作町   | 1955年4月1日 併入岡崎市     | 1955年4月1日 併入岡崎市    | 岡崎市                     | 岡崎市                     |                         |                         |
| 阿乎美村                | 1891年11月10日 合歡木村         | 1906年5月1日 合併為六美村       | 1906年5月1日 合併為六美村   | 1958年10月15日 改制為六美町 | 1962年10月15日 併入岡崎市  | 岡崎市                     | 岡崎市                     |                         |                         |
| 阿乎美村                | 1891年11月10日 青野村           | 1906年5月1日 合併為六美村       | 1906年5月1日 合併為六美村   | 1958年10月15日 改制為六美町 | 1962年10月15日 併入岡崎市  | 岡崎市                     | 岡崎市                     |                         |                         |
| 中島村                  |                                 | 1906年5月1日 合併為六美村       | 1906年5月1日 合併為六美村   | 1958年10月15日 改制為六美町 | 1962年10月15日 併入岡崎市  | 岡崎市                     | 岡崎市                     |                         |                         |
| 占部村                  |                                 | 1906年5月1日 合併為六美村       | 1906年5月1日 合併為六美村   | 1958年10月15日 改制為六美町 | 1962年10月15日 併入岡崎市  | 岡崎市                     | 岡崎市                     |                         |                         |
| 糟海村                  | 糟海村                          | 1906年5月1日 合併為六美村       | 1906年5月1日 合併為六美村   | 1958年10月15日 改制為六美町 | 1962年10月15日 併入岡崎市  | 岡崎市                     | 岡崎市                     |                         |                         |
| 糟海村                  | 1896年6月22日 中井村            | 1906年5月1日 合併為六美村       | 1906年5月1日 合併為六美村   | 1958年10月15日 改制為六美町 | 1962年10月15日 併入岡崎市  | 岡崎市                     | 岡崎市                     |                         |                         |
| 境村                    | 境村                            | 1906年5月1日 合併為富士松村     | 1906年5月1日 合併為富士松村 | 1955年4月1日 併入刈谷市     | 刈谷市                     | 刈谷市                     | 刈谷市                     |                         |                         |
| 境村                    | 1891年9月14日 東境村            | 1906年5月1日 合併為富士松村     | 1906年5月1日 合併為富士松村 | 1955年4月1日 併入刈谷市     | 刈谷市                     | 刈谷市                     | 刈谷市                     |                         |                         |
| 逢見村                  |                                 | 1906年5月1日 合併為富士松村     | 1906年5月1日 合併為富士松村 | 1955年4月1日 併入刈谷市     | 刈谷市                     | 刈谷市                     | 刈谷市                     |                         |                         |
| 一木村                  |                                 | 1906年5月1日 合併為富士松村     | 1906年5月1日 合併為富士松村 | 1955年4月1日 併入刈谷市     | 刈谷市                     | 刈谷市                     | 刈谷市                     |                         |                         |
| 刈谷町                  | 刈谷町                          | 1906年5月1日 合併為刈谷町       | 1950年4月1日 改制為刈谷市   | 1950年4月1日 改制為刈谷市   | 刈谷市                     | 刈谷市                     | 刈谷市                     |                         |                         |
| 元刈谷村                |                                 | 1906年5月1日 合併為刈谷町       | 1950年4月1日 改制為刈谷市   | 1950年4月1日 改制為刈谷市   | 刈谷市                     | 刈谷市                     | 刈谷市                     |                         |                         |
| 小山村                  |                                 | 1906年5月1日 合併為刈谷町       | 1950年4月1日 改制為刈谷市   | 1950年4月1日 改制為刈谷市   | 刈谷市                     | 刈谷市                     | 刈谷市                     |                         |                         |
| 逢妻村                  |                                 | 1906年5月1日 合併為刈谷町       | 1950年4月1日 改制為刈谷市   | 1950年4月1日 改制為刈谷市   | 刈谷市                     | 刈谷市                     | 刈谷市                     |                         |                         |
| 下重原村                | 1891年11月28日 重原村           | 1906年5月1日 合併為刈谷町       | 1950年4月1日 改制為刈谷市   | 1950年4月1日 改制為刈谷市   | 刈谷市                     | 刈谷市                     | 刈谷市                     |                         |                         |
| 下重原村                | 1891年11月28日 半高村           | 1906年5月1日 合併為依佐美村     | 1906年5月1日 合併為依佐美村 | 1955年4月1日 併入刈谷市     | 刈谷市                     | 刈谷市                     | 刈谷市                     |                         |                         |
| 小垣江村                |                                 | 1906年5月1日 合併為依佐美村     | 1906年5月1日 合併為依佐美村 | 1955年4月1日 併入刈谷市     | 刈谷市                     | 刈谷市                     | 刈谷市                     |                         |                         |
| 野田村                  |                                 | 1906年5月1日 合併為依佐美村     | 1906年5月1日 合併為依佐美村 |                             | 刈谷市                     | 刈谷市                     | 刈谷市                     |                         |                         |
| 1955年4月1日 併入安城市 | 安城市                          | 安城市                          | 安城市                      |                             |                            |                            |                            |                         |                         |
| 1955年4月1日 併入安城市 | 安城市                          | 安城市                          | 安城市                      | 高棚村                      | 高棚村                     |                            |                            |                         |                         |
| 1890年10月20日 榎前村   | 安城市                          | 安城市                          | 安城市                      | 高棚村                      | 1906年5月1日 合併為明治村  | 1906年5月1日 合併為明治村  | 1955年4月1日 併入安城市    |                         |                         |
| 根崎村                  | 安城市                          | 安城市                          | 安城市                      |                             | 1906年5月1日 合併為明治村  | 1906年5月1日 合併為明治村  | 1955年4月1日 併入安城市    |                         |                         |
| 東端村                  | 安城市                          | 安城市                          | 安城市                      |                             | 1906年5月1日 合併為明治村  | 1906年5月1日 合併為明治村  | 1955年4月1日 併入安城市    |                         |                         |
| 和泉村                  | 安城市                          | 安城市                          | 安城市                      |                             | 1906年5月1日 合併為明治村  | 1906年5月1日 合併為明治村  | 1955年4月1日 併入安城市    |                         |                         |
| 城入村                  | 安城市                          | 安城市                          | 安城市                      |                             | 1906年5月1日 合併為明治村  | 1906年5月1日 合併為明治村  | 1955年4月1日 併入安城市    |                         |                         |
| 米津村                  | 米津村                          | 1955年4月1日 併入西尾市         | 1955年4月1日 併入西尾市     | 1955年4月1日 併入西尾市     | 1955年4月1日 併入西尾市    | 1906年5月1日 合併為明治村  |                            |                         |                         |
| 西端村                  | 西端村                          | 1955年4月1日 併入碧南市         | 碧南市                      | 碧南市                      | 碧南市                     | 1906年5月1日 合併為明治村  |                            |                         |                         |
| 大濱町                  | 大濱町                          | 大濱町                          | 碧南市                      | 碧南市                      | 碧南市                     | 1948年4月5日 合併為碧南市  | 1948年4月5日 合併為碧南市  |                         |                         |
| 北大濱村                | 1892年8月3日 改制並更名為新川町 | 1892年8月3日 改制並更名為新川町 | 碧南市                      | 碧南市                      | 碧南市                     | 1948年4月5日 合併為碧南市  | 1948年4月5日 合併為碧南市  |                         |                         |
| 志貴崎村                | 志貴崎村                        | 1906年5月1日 合併為旭村         | 碧南市                      | 碧南市                      | 碧南市                     | 1948年4月5日 合併為碧南市  | 1948年4月5日 合併為碧南市  |                         |                         |
| 志貴崎村                | 1891年9月8日 伏見屋村           | 1906年5月1日 合併為旭村         | 碧南市                      | 碧南市                      | 碧南市                     | 1948年4月5日 合併為碧南市  | 1948年4月5日 合併為碧南市  |                         |                         |
| 鷲塚村                  |                                 | 1906年5月1日 合併為旭村         | 碧南市                      | 碧南市                      | 碧南市                     | 1948年4月5日 合併為碧南市  | 1948年4月5日 合併為碧南市  |                         |                         |
| 棚尾村                  | 棚尾村                          | 1924年1月1日 改制為棚尾町       | 碧南市                      | 碧南市                      | 碧南市                     | 1948年4月5日 合併為碧南市  | 1948年4月5日 合併為碧南市  |                         |                         |
| 吉濱村                  | 吉濱村                          | 1906年5月1日 合併為高濱町       | 1906年5月1日 合併為高濱町   | 1906年5月1日 合併為高濱町   | 1970年12月1日 改制為高濱市 | 1970年12月1日 改制為高濱市 | 1970年12月1日 改制為高濱市 |                         |                         |
| 高濱村                  | 1900年7月9日 改制為高濱町       | 1906年5月1日 合併為高濱町       | 1906年5月1日 合併為高濱町   | 1906年5月1日 合併為高濱町   | 1970年12月1日 改制為高濱市 | 1970年12月1日 改制為高濱市 | 1970年12月1日 改制為高濱市 |                         |                         |
| 高取村                  |                                 | 1906年5月1日 合併為高濱町       | 1906年5月1日 合併為高濱町   | 1906年5月1日 合併為高濱町   | 1970年12月1日 改制為高濱市 | 1970年12月1日 改制為高濱市 | 1970年12月1日 改制為高濱市 |                         |                         |